# Мохаммед Карам
Мохаммед Ахмед Карам (араб. محمد كرم, нар. 1 січня 1955) — кувейтський футболіст, що грав на позиції півзахисника за клуб «Аль-Арабі» (Кувейт), а також національну збірну Кувейту, у складі якої був учасником чемпіонату світу 1982 року.

## Клубна кар'єра
У дорослому футболі дебютував 1980 року виступами за команду клубу «Аль-Арабі» (Кувейт).

## Виступи за збірну
Був включений до заявки національної збірної Кувейту на домашньому кубку Азії 1980 року, на якому господарі стали континентальними чемпіонами, проте Карам в матчах турніру на поле не виходив.
1981 року все ж дебютував за національну команду і наступного року був учасником чемпіонату світу 1982 року в Іспанії, де взяв участь у двох з трьох матчів своїє команди на груповому етапі. Згодом також був учасником кубка Азії 1984 року в Сінгапурі, на якому його команда здобула бронзові нагороди.

## Кар'єра тренера
1990 року деякий час досвідчений гравець збірної Кувейту виконував обов'язки головного тренера цієї команди.

## Титули і досягнення
- Володар Кубка Азії: 1980
- Бронзовий призер Кубка Азії: 1984
- Срібний призер Азійських ігор: 1982